# Чесноков, Андрей Валерьевич
Андрей Валериевич Чесноков (род. 8 апреля 1985) — глава администрации Старооскольского городского округа Белгородской области (2022—2024).

## Биография
Родился 8 апреля 1985 года в городе Старый Оскол.
Окончил Старооскольский технологический институт НИТУ МИСиС.
С 2008 по 2014 гг. — заместитель начальника управления по делам молодёжи администрации Старооскольского городского округа Белгородской области. С 2018 по 2021 гг. занимал пост главы Яковлевского городского округа.
В декабре 2021 года назначен на должность первого заместителя главы администрации Старого Оскола, 26 января 2022 года был утвержден на посту главы администрации.13 декабря 2024 года покинул пост по собственному желанию «в связи с переходом на другую работу».
Женат. Имеется сын.